# 대한민국 헌법 제4호
대한민국 제2공화국 헌법(大韓民國第二共和國憲法) 또는 대한민국 헌법 제4호(大韓民國憲法第四號)는 대한민국 헌법 제3호가 4·19 혁명을 통해 개정된 헌법이다. (대한민국 헌법을 제정한 이래로 3번째로 개정한 헌법이다.)

## 4·19 혁명과 개헌 과정
이승만 정부는 3선 개헌 이후 정치적 자유를 말살하는 분위기를 조성하고, 독재정치를 자행하였다. 결국 4번째 대통령이 되기 위하여 1960년 3월 15일의 제4대 정·부통령 선거에서 투표 및 개표 조작 등의 부정을 통해 이승만 및 이기붕이 당선되었다고 공표하였다.
하지만 부정선거를 규탄하는 시위가 전국적으로 퍼져나가면서, 이를 진압하려는 경찰과 시위대간의 충돌은 예상된 일이었고, 결국 4월 11일에는 마산에서 시위에 참여했던 고교생 김주열이 얼굴이 최루탄이 박힌 채로 시체로 마산 앞바다에 떠오르면서, 이승만 독재에 대한 국민들의 시위는 더욱 격화되었다.
정부는 비상계엄령을 선포하고 강한 대처에 나섰지만, 시위는 그치지 않았다. 결국 4월 24일에는 이승만이 자유당 총재직을 사임하고, 이기붕은 부통령 당선을 사퇴하였다. 그럼에도 불구하고 시위가 그치지 않은데다, 25일에는 대학교수까지 시위에 나서면서, 26일 이승만은 하야할 의사를 밝히고, 27일에는 대통령 사임서를 국회에 제출하였다. 국회는 개헌과 총선거를 통하여 시국을 수습하기로 결의하고, 5월 2일 허정을 수반으로 한 과도정부를 수립하였다.
국회는 의원내각제로 헌법을 개정하기 위해 기초위원을 선임하고, 본격적인 개헌을 시작하였다. 이어 6월 7일 국회법을 개정하여 헌법개정안의 표결시에는 기명투표로 하도록 하였다. 6월 11일 제출된 개헌안은, 15일 국회에서 찬성 208표, 반대 3표로 가결되었다. 이로써 헌정사에서 처음으로 합헌적인 절차를 통한 개헌이 이루어졌다.

## 주요 내용
제3차 헌법개정을 통해 만들어진 헌법 제4호는 국민의 기본적 권리의 보장을 강화한 것으로, 자유권에 대한 유보조항을 삭제하고, 국민의 자유와 권리를 제한하는 법률은 그 본질적 내용을 훼손하지 않도록 하며, 언론·출판·집회·결사의 사전허가 또는 검열제를 금지하는 등 자유권의 강화가 많이 이루어졌다.
또한 종래의 대통령제에서 완전한 의원내각제로 전환하여 대통령의 지위를 원칙적으로 의례적·형식적 지위에 한정하고, 국회의 양원 합동회의에서 선출된다(제53조). 실질적 행정권은 국무원(내각)에 속하고, 내각수반인 국무총리는 민의원에서 선출하고 대통령이 임명한다(제69조). 국무총리와 국무위원 과반수는 국회의원이어야 하며, 국회는 내각 불신임권을 갖고, 내각은 민의원 해산권을 갖는다.
대법원장과 대법관은 선거를 통해 선출되며, 위헌입법의 심사와 기타 헌법사항을 관할하는 헌법재판소를 설치하고, 선거의 공정을 기하기 위하여 중앙선거위원회를 헌법기관으로 하고, 지방자치단체장을 선거를 통해 선출하도록 하였다.

## 평가
의원내각제의 채택은 이전의 “대통령제의 독재적 경향에 종지부를 찍는 것을 의미한다.” 하지만 이러한 헌법은 1961년의 5·16 군사 정변으로 인해 9개월의 짧은 시간으로 막을 내리게 되었다. 대통령제가 가진 독재라는 문제점을 극복하기 위해 등장한 의원내각제가 금방 막을 내린 이유에 대해서는, 당시의 시대적인 상황이 받쳐주지 못했다는 의견이 있지만, 그보다는 5·16 군사쿠데타 때문이라는 의견이나 “그 운용의 실패라기 보다 그 적용의 기반이나 시기에 있어서 적절하지 못하였다”는 의견이 더 타당하다는 평가가 더 타당성이 높다는 평가가 있다.

## 참고 자료
- 계희열, 《헌법학 상 (신정 2판)》, 박영사, 2005.
- 김철수, 《한국헌법사》, 대학출판사, 1988.
- 권영설, 〈한국헌법 50년의 발자취〉, 《헌법학연구》 제4집 1호, 1998, pp. 7~28.
- 김도협, 〈제2공화국헌법상의 통치구조에 관한 소고 -대통령, 국무원 및 의회를 중심으로-〉, 《헌법학연구》, 2005.9., pp. 487~517.
- 서주실, 〈우리나라의 의원내각제〉, 서주실, 《고시계》 1990년 11월호, 1990.9., pp. 30~43.
- 정만희, 〈한국헌법상 정부형태의 변천〉, 《헌법학연구》, 1997., pp. 199~223.

## 같이 보기
- 허정
- 장면
- 윤보선